# Willich (Adelsgeschlecht, 1786)
Willich ist der Name eines aus der Mark Brandenburg stammenden Adelsgeschlechts, dessen Stammreihe mit Peter Willich (Willicke) (1611–1701) beginnt, Feldprediger im Dreißigjährigen Krieg, 1639–1642 Pastor in Heiligensee bei Berlin, 1642–1652 Pastor in Bötzow bei Nauen, seit 1652 Pastor in Langen.

## Standeserhebung
- Reichsadelsstand am 31. März 1786 in Wien für Philipp Georg Willich (1720–1787), Pastor in Sagard auf Rügen. Ahn der II. Linie Gorzyn-Caputh mit Neu Langerwisch bei Potsdam
- Großherzoglich hessischer Adelsstand als „Willich genannt von Pöllnitz“ am 6. Februar 1810 in Darmstadt für Justus Martin Willich, großherzoglich hessischer Oberstleutnant, späteren Oberst, verheiratet mit Dorothea von Pöllnitz, Erbin von Reinheim bei Darmstadt.
- Großherzoglich hessische Adelsbestätigung am 6. November 1862 für seinen Enkel Friedrich Carl August Anton Willich gen. von Pöllnitz, k.k. Oberleutnant im 12. Husarenregiment.

## Wappen
- Stammwappen: In Silber ein flammendes rotes Herz zwischen zwei natürlichen Adlerflügeln.
- Wappen von 1786, identisch mit Willich (Adelsgeschlecht, 1765): Unter blauem Schildhaupt, darin zwei goldene Sterne, in Silber ein rotes Herz, aus dem drei rote Rosen wachsen. Auf dem Helm mit rechts blau-goldenen, links rot-silbernen Helmdecken ein goldener Stern zwischen offenem schwarzen Flug.
- Wappen von 1810, identisch mit Pöllnitz (Adelsgeschlecht): In Silber ein blauer Sparren. Auf dem Helm mit blau-silbernen Helmdecken drei (blau, silber, blau) Straußenfedern.

## Bekannte Namensträger
- Ehrenfried von Willich (Prediger) (1777–1807), evangelischer Feldprediger beim Regiment der schwedischen Königin zu Stralsund
- Ehrenfried von Willich (Jurist) (1807–1880), preußischer Verwaltungsjurist, Stiefsohn des Theologen Friedrich Schleiermacher
- Heinrich Christoph von Willich (1759–1827), evangelischer Pastor in Sagard und Gründer der dortigen „Brunnen-, Bade- und Vergnügungsanstalt“
- Moritz von Willich (1750–1810), erster Landphysikus im Fürstentum Rügen und Gründer der „Brunnen-, Bade- und Vergnügungsanstalt“ in Sagard
- Philipp Georg von Willich (1720–1787), evangelischer Praepositus und Pastor in Sagard
- Karl von Willich gen. von Pöllnitz (1802–1875), Gutsbesitzer und Abgeordneter der 2. Kammer der Landstände des Großherzogtums Hessen
- Wilhelm von Willich gen. von Pöllnitz (1807–1887), Verwaltungsbeamter und Abgeordneter der 1. und 2. Kammer der Landstände des Großherzogtums Hessen